# Wisła Wielka (gromada)
Wisła Wielka – dawna gromada, czyli najmniejsza jednostka podziału terytorialnego Polskiej Rzeczypospolitej Ludowej w latach 1954–1972.
Gromady, z gromadzkimi radami narodowymi (GRN) jako organami władzy najniższego stopnia na wsi, funkcjonowały od reformy reorganizującej administrację wiejską przeprowadzonej jesienią 1954 do momentu ich zniesienia z dniem 1 stycznia 1973, tym samym wypierając organizację gminną w latach 1954–1972.
Gromadę Wisła Wielka z siedzibą GRN w Wiśle Wielkiej utworzono – jako jedną z 8759 gromad na obszarze Polski – w powiecie pszczyńskim w woj. stalinogrodzkim, na mocy uchwały nr 21/54 WRN w Stalinogrodzie z dnia 5 października 1954. W skład jednostki weszły obszary dotychczasowych gromad Wisła Mała i Wisła Wielka ze zniesionej gminy Wisła Wielka oraz tereny zbiornika wodnego Goczałkowice z dotychczasowych gromad Goczałkowice-Zdrój i Łąka ze zniesionych gmin Goczałkowice Zdrój i Pszczyna w tymże powiecie. Dla gromady ustalono 27 członków gromadzkiej rady narodowej.
20 grudnia 1956 województwo stalinogrodzkie przemianowano (z powrotem) na katowickie.
31 grudnia 1969 do gromady Wisła Wielka włączono grunty rolne o powierzchni 81,3558 ha (niektóre parcele na kartach map nr 7, 9 i 11 "Łąka") z gromady Łąka oraz grunty rolne o powierzchni 62,4251 ha (niektóre parcele na karcie mapy nr 1 "Wisła Wielka") z gromady Studzionka w tymże powiecie.
Gromada przetrwała do końca 1972 roku, czyli do kolejnej reformy gminnej. 1 stycznia 1973 w powiecie pszczyńskim reaktywowano gminę Wisła Wielka.
27 maja 1975 gminę Wisła Wielka zniesiono włączając jej obszar do Pszczyny (obecnie wsie Wisła Mała i Wisła Wielka są znów odrębnymi wsiami, lecz w gminie Pszczyna).